# NGC 3038
NGC 3038 é uma galáxia espiral (Sb) localizada na direcção da constelação de Antlia. Possui uma declinação de -32° 45' 13" e uma ascensão recta de 9 horas, 51 minutos e 15,3 segundos.
A galáxia NGC 3038 foi descoberta em 27 de Fevereiro de 1886 por Lewis A. Swift.